# جنگ پیش‌دستانه

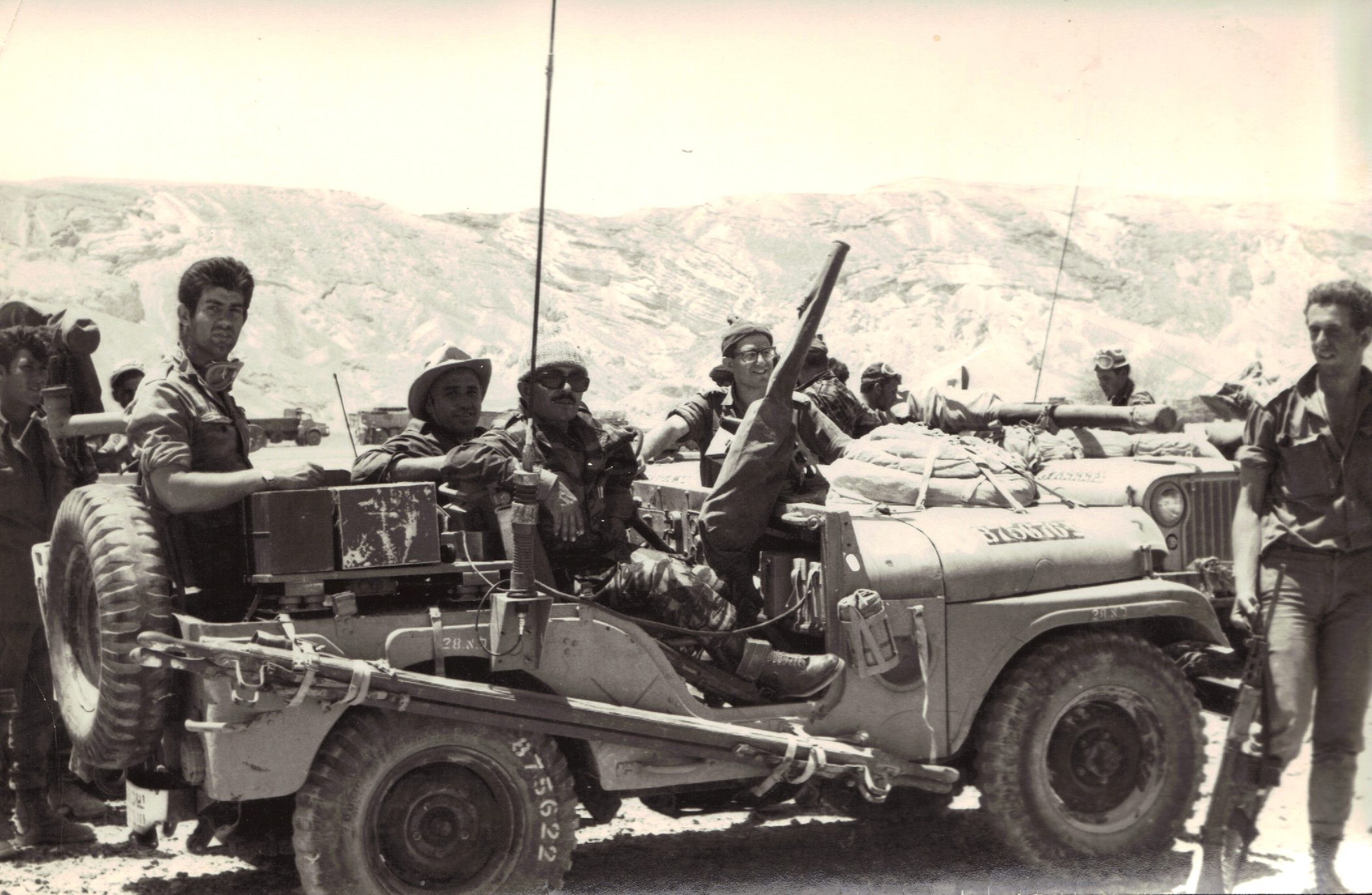
نمایی از سربازان اسرائیلی در بلندی‌های جولان، طیِ جنگ شش‌روزه (۱۹۶۷). اغلب بین جنگ پیش‌دستانه و جنگ پیشگیرانه، تفاوت‌هایی وجود دارد. جنگ پیش‌دستانه جنگی است که طی آن، نخست کشوری که قرار است به آن حمله شود به کشور مهاجم حمله می‌کند تا دست‌بالا و برتری به‌دست آورد که آسیب بیشتری به دشمن وارد کند. (برای مثال، چنان‌چه کشور X قصد حمله به کشور Y داشته باشد، کشور Y ابتدا خودش جنگ را آغاز می‌کند). نمونهٔ بارز آن جنگ شش روزه (۱۹۶۷) است. وقتی مشخص‌شد که مصر و سوریه در آستانه حمله هستند، ابتدا اسرائیل در یک حمله پیش‌دستانه، به آنها حمله کرد.

حمله یا اقدام یک کنشگر به قصد از میان بردن امکان حملهٔ قریب‌الوقوع طرف دیگر را جنگ پیش‌دستانه می‌گویند.
جنگ پیش‌دستانه معمولاً زمانی می‌تواند آغاز شود که یکی از طرف‌های درگیر، خطر حمله حریف را اجتناب‌ناپذیر و فوری فرض کند یا برای دست‌یابی به برتری راهبردی مدعی اجتناب‌ناپذیری و فوریت حمله شود.
در متون گاه جنگ پیش‌دستانه را با جنگ پیش‌گیرانه اشتباه می‌گیرند.
در تعریف علوم سیاسی فرق جنگ پیش‌دستانه با جنگ پیش‌گیرانه این است که در نوع اول حمله‌کننده، تهاجم حریف را قریب‌الوقوع و فوری می‌داند و بر پایه آن عمل می‌کند ولی نوع دوم در پاسخ به تهدیدات کمتر فوری صورت می‌گیرد.
در حمله پیش‌دستانه، فوری و قطعی‌بودن اصل تهدید، نکته محوری است. حمله پیش‌دستانه، راه‌حلی بر این باور است که حمله دشمن اجتناب‌ناپذیر و فوری است و از این‌رو، فرصت اندکی برای جلوگیری از آغاز آن وجود دارد.
حملات پیش‌دستانه از نظر حقوق بین‌الملل تا حدودی قابل قبول است.
برای توصیف هر دو حالت (پیش‌دستانه و پیش‌گیرانه) از عبارت حملات پیش‌نگرانه استفاده می‌شود.